# Vladimir Horowitz
Vladimir Horowitz (ros. Владимир Самойлович Горовиц, Władimir Samojłowicz Gorowic; ur. 18 września?/1 października 1903 w Berdyczowie, zm. 5 listopada 1989 w Nowym Jorku) – amerykański pianista pochodzenia żydowskiego.

## Życiorys
Urodził się w Berdyczowie w rodzinie żydowskiej, wkrótce przeniósł się z rodzicami do Kijowa. Konserwatorium kijowskie ukończył w 1921 roku. Wśród jego profesorów byli Władimir Puchalski, S. Tarnowski oraz Felix Blumenfeld.
W roku 1925 wyemigrował do Europy Zachodniej, gdzie zdobył sławę pianisty wirtuoza. Od 1928 mieszkał w Stanach Zjednoczonych (w 1944 dostał obywatelstwo). W 1933 wziął ślub z Wandą Toscanini, córką dyrygenta Arturo Toscaniniego. Pomimo tego faktu niektóre opisy źródłowe uważają, że był w istocie osobą homoseksualną. Przypisuje się mu cytat: Są trzy rodzaje pianistów: pianiści Żydzi, pianiści homoseksualiści i źli pianiści.
Przez prawie całe życie, z krótkimi przerwami (1953–1965 oraz 1975–1981) koncertował. Posiadał obszerny repertuar; jego gra nacechowana była wirtuozerią i ekspresją. Styl Horowitza był unikatowy i niepodrabialny, znakomicie interpretował Chopina; jego wykonania istotnie różnią się od wykonań mistrzów takich jak Artur Rubinstein, bodajże najlepszym przykładem jest walc op. 64, nr 2, gdzie równy rytm w wykonaniu Rubinsteina zupełnie nie przystaje do subtelnych „poślizgów” dynamiczno-rytmicznych w wykonaniu Horowitza. Przykładem techniki Horowitza są wariacje na temat Carmen (wykorzystane w kreskówce Tom i Jerry); prawdopodobnie najlepsze nagrania tego utworu pochodzą z 1967, choć niektórzy twierdzą, że Horowitz grał go jeszcze lepiej w latach czterdziestych XX wieku, przy czym ówczesna technika nagrywania nie była w stanie oddać głębi jego wykonania. Artysta dokonał nagrań utworów na około 70 albumów.
Horowitz był jednym ze współczesnych muzyków, którzy najwcześniej zwrócili uwagę na zapomnianą twórczość kompozytorską Muzio Clementiego. W latach 50. XX w. powstały pierwsze znane historii nagrania sonat fortepianowych tego kompozytora, dokonane przez Horowitza.
Stosunki Horowitza z władzą radziecką były dramatyczne. Po wyemigrowaniu władze radzieckie wielokrotnie mu groziły; w radzieckich obozach koncentracyjnych w latach 30. zginęli brat i ojciec Horowitza. Dopiero w 1986 roku, po 61 latach, Horowitz odwiedził ZSRR, a jego recitale w Moskwie i Leningradzie stały się wydarzeniami muzycznymi i politycznymi. Swój ostatni występ dał 21 czerwca 1987 w Musikhalle w Hamburgu. Zmarł na zawał serca w 1989 w Nowym Jorku. Został pochowany w grobowcu rodzinnym Toscaninich w Mediolanie.
Od 1995 roku w Kijowie regularnie są organizowane międzynarodowe konkursy pianistyczne imienia Vladimira Horowitza.

## Odznaczenia i nagrody
Otrzymał 25 nagród Grammy; został jednym z czołowych laureatów nagrody. 
Odznaczenia państwowe
- 1985 – Komandor Legii Honorowej (Francja)
- 1986 – Prezydencki Medal Wolności (USA)
- 1986 – Wielki Krzyż Zasługi z Gwiazdą Orderu Zasługi Republiki Federalnej Niemiec (RFN)
- 1986 – Kawaler Krzyża Wielkiego Orderu Zasługi Republiki Włoskiej (Włochy)[7]
- 1989 – National Medal of Arts (USA; pośmiertnie)